# Ioan Nădejde
Ioan Nădejde (1854-1928) fue un profesor, publicista y político rumano.

## Biografía
Nacido el 18 de diciembre de 1854 en Tecuci, estudió la escuela primaria en Zamostea y Botoşani, la escuela secundaria en Botoşani y finalmente en Iaşi. Contrajo matrimonio el 10 de noviembre de 1874 con Sofia Băncilă. En 1874 ocupó la cátedra de lengua francesa en el gymnasium Alexandru cel Bun de Iaşi por concurso; compitió por las lenguas rumana y latina en la escuela secundaria nacional de Iaşi. En 1881 fue despedido de la cátedra debido a sus ideas socialistas tras el fallo de un jurado universitario de Iaşi. Escribió en Besarabia, Drepturile omului, Muncitorul, Munca, Contimporanul, Literatură şi ştiinţă, Revista socială, Critica socială, Lumea nouă, Die neue zeit y Vorvărts. Fue elegido diputado socialdemócrata en el tercer colegio de laşi. A partir de junio de 1894 se trasladó a Bucarest, llamado por el consejo general del grupo socialista para dirigir Munca y luego Lumea nouă. Publicó obras como Gramatica limbel române, Istoria limbei şi literaturel române, Botanica şi geologia, Zoologica con Gh. Nădejde y Dicționarul latino-român. Falleció en la noche del 28 al 29 de diciembre de 1928.